# Falstaff (film, 1911)

Falstaff est un Court métrage muet français réalisé par  Henri Desfontaines sorti en 1911.

## Fiche technique
- Réalisation et scénario : Henri Desfontaines
- Scénario : Paul Garbagni, d'après le personnage créé par William Shakespeare
- Société de production :  Société Générale des Cinématographes Éclipse
- Pays : France
- Format : Muet - Noir et blanc - 1,33:1 - 35 mm
- Genre : Drame
- Durée : inconnue
- Date de sortie : 
  -  France - 8 avril 1911

## Distribution
- Degeorge : Sir John Falstaff
- Denis d'Inès
- Françoise Rosay
- André Bacqué
- Madeleine Barjac
- Paul Villé
- Louise Willy
- Coste